# Ellomenos
Ellomenos (Grieks: Ελλομένος) is een deelgemeente (dimotiki enotita) van de gemeente (dimos) Lefkada, in de Griekse bestuurlijke regio (periferia) Ionische Eilanden.
De plaats telt 3.352 inwoners.De zetel is in de plaats Nydri.